# Championnats du monde de ski alpin 2019
Navigation
Saint-Moritz 2017 Cortina 2021
Les championnats du monde de ski alpin 2019, quarante-cinquième édition des championnats du monde de ski alpin, ont lieu du 5 février au 17 février 2019 à Åre, en Suède. C'est la troisième fois qu'ils s'y déroulent, après 1954 et 2007. Ces championnats marquent les dernières courses de leurs carrières de deux des plus grands champions du ski alpin des années 2000 et 2010 et en général : Lindsey Vonn et Aksel Lund Svindal, qui pour leurs derniers départs, terminent tous deux sur les podiums de la descente: Vonn médaillée de bronze de la course gagnée par Ilka Štuhec et  Svindal médaillé d'argent à 2/100 de seconde de son coéquipier Kjetil Jansrud. Ces Mondiaux permettent également à Mikaela Shiffrin de remporter en slalom son quatrième titre mondial d'affilée ce qu'aucun skieur ou skieuse dans l'histoire n'a réalisé avant elle, toutes disciplines confondues. L'américaine de 23 ans s'impose également pour la première fois dans une discipline de vitesse en gagnant le Super G au premier jour des Mondiaux et prend la médaille de bronze du slalom géant.
Le dernier jour de compétition, Marcel Hirscher s'adjuge son troisième titre mondial du slalom pour gagner une septième médaille d'or aux Mondiaux et devenir dans la discipline l'égal d'Ingemar Stenmark, le seul autre slalomeur trois fois titré. Il mène par ailleurs un triplé autrichien (Michael Matt en argent, Marco Schwarz en bronze) inédit aux championnats du monde. Henrik Kristoffersen remporte le premier titre mondial de sa carrière dans le slalom géant devant Hirscher, Wendy Holdener gagne comme Shiffrin deux médailles d'or, dans le combiné alpin et dans le Team Event avec l'équipe de Suisse. Ilka Štuhec conserve le titre de la descente qu'elle avait gagné à Saint-Moritz en 2017 (un exploit qui n'avait pas été réalisé dans la discipline depuis Maria Walliser en 1987 et 1989), et Petra Vlhová gagne la première médaille d'or de la Slovaquie en ski alpin avec sa victoire dans le slalom géant. Elle termine également en argent dans le combiné et en bronze dans le slalom. Alexis Pinturault et Dominik Paris remportent eux aussi leurs premiers titres mondiaux, respectivement dans le combiné alpin et en Super G. Dans cette course, Johan Clarey, co-médaillé d'argent, devient à 38 ans le plus vieux skieur à monter sur un podium aux Mondiaux.
La Suisse et la Norvège suivis par les États-Unis terminent en tête du tableau des médailles avec deux titres et quatre podiums chacun. L'Autriche compte huit podiums, mais une seule victoire, celle de Marcel Hirscher.

## Désignation
Åre a été désignée lors du 49e congrès de la Fédération internationale de ski à Barcelone en juin 2014. Elle était en concurrence avec Cortina d'Ampezzo.

## Informations
L'ensemble des arrivées des épreuves ont lieu dans le stade de ski alpin national suédois.

Liens vers le profil des épreuves : 
Ensemble - Hommes - Vitesse Dames  - Technique Dames
| Épreuve                    | Altitude Départ | Altitude Arrivée | Dénivelé | Longueur de course | Pente moyenne |
| -------------------------- | --------------- | ---------------- | -------- | ------------------ | ------------- |
| Descente – Hommes          | 1 267 m         | 396 m            | 871 m    | 3,122 km           | 27,9 %        |
| Descente – Dames           | 1 060 m         | 396 m            | 664 m    | 2,236 km           | 29,7 %        |
| Super-G – Hommes           | 1 033 m         | 396 m            | 637 m    | 2,172 km           | 29,3 %        |
| Super-G – Dames            | 971 m           | 396 m            | 575 m    | 1,903 km           | 30,2 %        |
| Slalom géant – Hommes      | 812 m           | 396 m            | 416 m    | 1,308 km           | 31,8 %        |
| Slalom géant – Dames       | 796 m           | 396 m            | 400 m    | 1,257 km           | 31,8 %        |
| Slalom – Hommes            | 615 m           | 396 m            | 219 m    | 0,740 km           | 29,6 %        |
| Slalom – Dames             | 582 m           | 396 m            | 186 m    | 0,624 km           | 29,8 %        |
| Épreuve par équipe – Mixte | 478 m           | 396 m            | 82 m     | 0,478 km           | 17,2 %        |

## Calendrier des compétitions
Le tableau ci-dessous montre le calendrier des onze épreuves de ski alpin.
| Heure | Horaire local de l'épreuve (UTC +1) |

| Épreuves                             | Épreuves                             | Épreuves                             | Journées de compétition | Journées de compétition | Journées de compétition | Journées de compétition | Journées de compétition | Journées de compétition | Journées de compétition | Journées de compétition | Journées de compétition | Journées de compétition | Journées de compétition | Journées de compétition | Journées de compétition | Journées de compétition |  |
| Épreuves                             | Épreuves                             | Épreuves                             | L                       | M                       | M                       | J                       | V                       | S                       | D                       | L                       | M                       | M                       | J                       | V                       | S                       | D                       |  |
| Épreuves                             | Épreuves                             | Épreuves                             | 4                       | 5                       | 6                       | 7                       | 8                       | 9                       | 10                      | 11                      | 12                      | 13                      | 14                      | 15                      | 16                      | 17                      |  |
| Épreuves                             | Épreuves                             | Épreuves                             | Février                 |                         |                         |                         |                         |                         |                         |                         |                         |                         |                         |                         |                         |                         |  |
| Cérémonies d'ouverture et de clôture | Cérémonies d'ouverture et de clôture | Cérémonies d'ouverture et de clôture | •                       |                         |                         |                         |                         |                         |                         |                         |                         |                         |                         |                         |                         | •                       |  |
|                                      |                                      |                                      |                         |                         |                         |                         |                         |                         |                         |                         |                         |                         |                         |                         |                         |                         |  |
| Hommes                               |                                      |                                      |                         |                         |                         |                         |                         |                         |                         |                         |                         |                         |                         |                         |                         |                         |  |
| Descente                             | Descente                             |                                      |                         |                         |                         |                         | 12 h 30                 |                         |                         |                         |                         |                         |                         |                         |                         |                         |  |
| Super-G                              | Super-G                              |                                      |                         | 12 h 30                 |                         |                         |                         |                         |                         |                         |                         |                         |                         |                         |                         |                         |  |
| Combiné                              | Descente                             |                                      |                         |                         |                         |                         |                         |                         | 11 h 00                 |                         |                         |                         |                         |                         |                         |                         |  |
| Combiné                              | Slalom                               |                                      |                         |                         |                         |                         |                         |                         | 14 h 30                 |                         |                         |                         |                         |                         |                         |                         |  |
| Slalom géant                         | Manche 1                             |                                      |                         |                         |                         |                         |                         |                         |                         |                         |                         |                         | 14 h 15                 |                         |                         |                         |  |
| Slalom géant                         | Manche 2                             |                                      |                         |                         |                         |                         |                         |                         |                         |                         |                         |                         | 17 h 45                 |                         |                         |                         |  |
| Slalom                               | Manche 1                             |                                      |                         |                         |                         |                         |                         |                         |                         |                         |                         |                         |                         |                         | 11 h 00                 |                         |  |
| Slalom                               | Manche 2                             |                                      |                         |                         |                         |                         |                         |                         |                         |                         |                         |                         |                         |                         | 14 h 30                 |                         |  |
|                                      |                                      |                                      |                         |                         |                         |                         |                         |                         |                         |                         |                         |                         |                         |                         |                         |                         |  |
| Femmes                               |                                      |                                      |                         |                         |                         |                         |                         |                         |                         |                         |                         |                         |                         |                         |                         |                         |  |
| Descente                             | Descente                             |                                      |                         |                         |                         |                         |                         | 12 h 30                 |                         |                         |                         |                         |                         |                         |                         |                         |  |
| Super-G                              | Super-G                              |                                      | 12 h 30                 |                         |                         |                         |                         |                         |                         |                         |                         |                         |                         |                         |                         |                         |  |
| Combiné                              | Descente                             |                                      |                         |                         |                         | 11 h 00                 |                         |                         |                         |                         |                         |                         |                         |                         |                         |                         |  |
| Combiné                              | Slalom                               |                                      |                         |                         |                         | 16 h 15                 |                         |                         |                         |                         |                         |                         |                         |                         |                         |                         |  |
| Slalom géant                         | Manche 1                             |                                      |                         |                         |                         |                         |                         |                         |                         |                         |                         | 14 h 15                 |                         |                         |                         |                         |  |
| Slalom géant                         | Manche 2                             |                                      |                         |                         |                         |                         |                         |                         |                         |                         |                         | 17 h 45                 |                         |                         |                         |                         |  |
| Slalom                               | Manche 1                             |                                      |                         |                         |                         |                         |                         |                         |                         |                         |                         |                         |                         | 11 h 00                 |                         |                         |  |
| Slalom                               | Manche 2                             |                                      |                         |                         |                         |                         |                         |                         |                         |                         |                         |                         |                         | 14 h 30                 |                         |                         |  |
|                                      |                                      |                                      |                         |                         |                         |                         |                         |                         |                         |                         |                         |                         |                         |                         |                         |                         |  |
| Mixte                                | Par équipes                          | Par équipes                          |                         |                         |                         |                         |                         |                         |                         |                         | 16 h 00                 |                         |                         |                         |                         |                         |  |
|                                      |                                      |                                      |                         |                         |                         |                         |                         |                         |                         |                         |                         |                         |                         |                         |                         |                         |  |

## Résultats

### Hommes
| Épreuves                         | Or                   | Argent                          | Bronze             |
| -------------------------------- | -------------------- | ------------------------------- | ------------------ |
| Descente Résultats détaillés     | Kjetil Jansrud       | Aksel Lund Svindal              | Vincent Kriechmayr |
| Super G Résultats détaillés      | Dominik Paris        | Johan Clarey Vincent Kriechmayr | non attribué       |
| Slalom Géant Résultats détaillés | Henrik Kristoffersen | Marcel Hirscher                 | Alexis Pinturault  |
| Slalom Résultats détaillés       | Marcel Hirscher      | Michael Matt                    | Marco Schwarz      |
| Combiné Résultats détaillés      | Alexis Pinturault    | Štefan Hadalin                  | Marco Schwarz      |

### Femmes
| Épreuves                         | Or               | Argent              | Bronze             |
| -------------------------------- | ---------------- | ------------------- | ------------------ |
| Descente Résultats détaillés     | Ilka Štuhec      | Corinne Suter       | Lindsey Vonn       |
| Super G Résultats détaillés      | Mikaela Shiffrin | Sofia Goggia        | Corinne Suter      |
| Slalom Géant Résultats détaillés | Petra Vlhová     | Viktoria Rebensburg | Mikaela Shiffrin   |
| Slalom Résultats détaillés       | Mikaela Shiffrin | Anna Swenn-Larsson  | Petra Vlhová       |
| Combiné Résultats détaillés      | Wendy Holdener   | Petra Vlhová        | Ragnhild Mowinckel |

### Mixte
| Épreuves                        | Or | Argent | Bronze |
| ------------------------------- | --- | --- | --- |
| Par équipes Résultats détaillés | Suisse- Wendy Holdener - Daniel Yule - Aline Danioth - Ramon Zenhäusern - Andrea Ellenberger - Sandro Simonet | Autriche- Katharina Liensberger - Michael Matt - Katharina Truppe - Marco Schwarz - Franziska Gritsch - Christian Hirschbühl | Italie- Lara Della Mea - Simon Maurberger - Irene Curtoni - Alex Vinatzer - Marta Bassino - Riccardo Tonetti |

## Tableau des médailles
| Rang  | Nation     | Or | Argent | Bronze | Total |
| ----- | ---------- | -- | ------ | ------ | ----- |
| 1     | Suisse     | 2  | 1      | 1      | 4     |
| 1     | Norvège    | 2  | 1      | 1      | 4     |
| 3     | États-Unis | 2  | -      | 2      | 4     |
| 4     | Autriche   | 1  | 4      | 3      | 8     |
| 5     | France     | 1  | 1      | 1      | 3     |
| 5     | Italie     | 1  | 1      | 1      | 3     |
| 5     | Slovaquie  | 1  | 1      | 1      | 3     |
| 8     | Slovénie   | 1  | 1      | -      | 2     |
| 9     | Allemagne  |    | 1      |        | 1     |
| 9     | Suède      |    | 1      |        | 1     |
| Total | Total      | 11 | 12     | 10     | 33    |

## Athlètes multi-médaillés
| Rang | Nation             | Or | Argent | Bronze | Total |
| ---- | ------------------ | -- | ------ | ------ | ----- |
| 1    | Mikaela Shiffrin   | 2  | -      | 1      | 3     |
| 2    | Wendy Holdener     | 2  | -      | -      | 2     |
| 3    | Petra Vlhová       | 1  | 1      | 1      | 3     |
| 4    | Marcel Hirscher    | 1  | 1      |        | 2     |
| 5    | Alexis Pinturault  | 1  |        | 1      | 2     |
| 6    | Michael Matt       |    | 2      |        | 2     |
| 7    | Marco Schwarz      |    | 1      | 2      | 3     |
| 8    | Corinne Suter      |    | 1      | 1      | 2     |
| 8    | Vincent Kriechmayr |    | 1      | 1      | 2     |